# Jacques Cartier
Jacques Cartier (Saint-Malo, Ille-et-Vilaine, 31 de Dezembro de 1491 – Saint-Malo, Ille-et-Vilaine, 1 de Setembro de 1557) foi um explorador francês. Ficou conhecido pelas suas três viagens ao Canadá em busca de ouro. É-lhe creditada a descoberta do Triangulo das Bermudas, da Ilha Anticosti, do Rio São Lourenço e também a região de Hochelaga (actual Montreal), habitada pelos Wendats e outras tribos.
Cartier capturou e fez exames nos filhos do chefe Wendat, Donnacona, e levou-os para uma viagem à França. Em sua segunda viagem (1535–1536) trouxe-os de volta, mas capturou o chefe Donnacona e levou-o consigo, tendo o indígena vindo a falecer, em pouco tempo, na França. Esta expedição resultou na descoberta do rio São Lourenço, a mais importante passagem para o interior do continente.
Em sua terceira viagem, Cartier fundou um estabelecimento francês nas terras dos Wendats. Entretanto, os indígenas não se mostraram tão amistosos quanto em suas viagens anteriores, e Cartier teve que abandonar o estabelecimento, embarcando de volta à França. Em virtude das suas viagens, a França ainda se faz presente na região leste do Canadá até aos dias de hoje.
O estreito de Jacques Cartier recebeu o seu nome como homenagem.

## Biografia

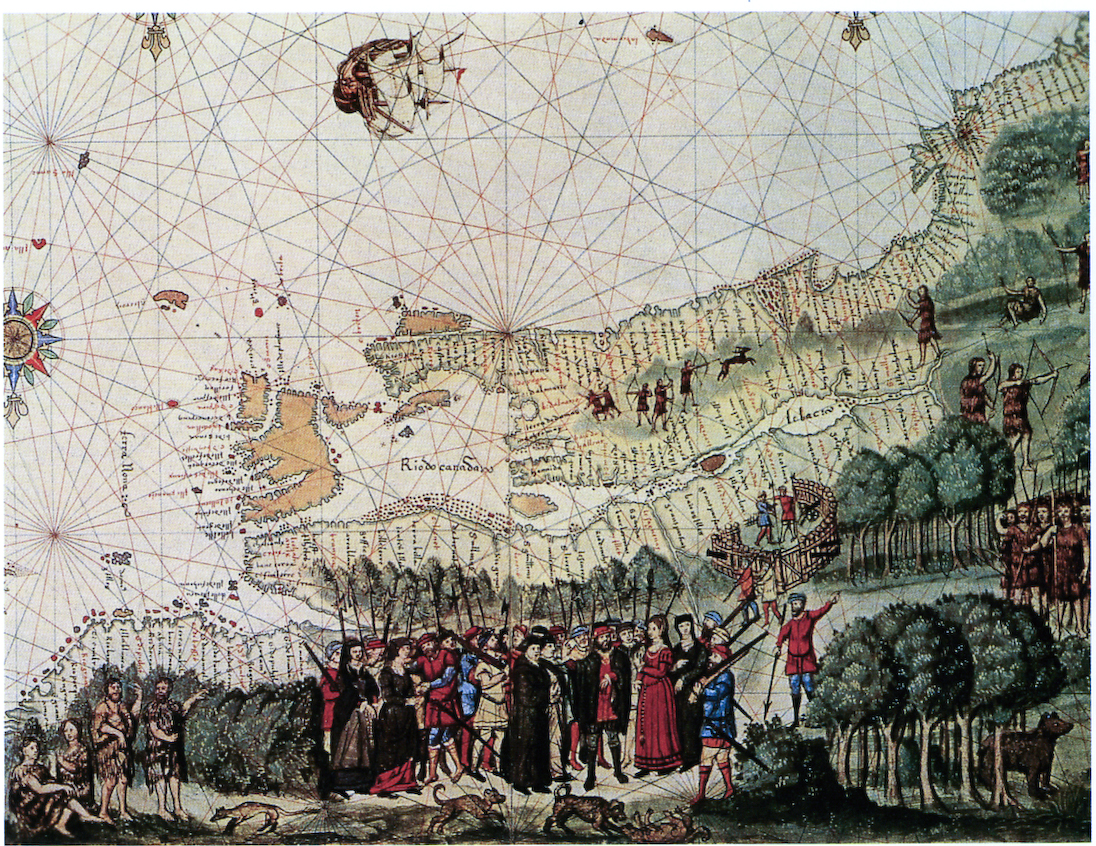
Cartier e colonos franceses (Vallard, 1574).

Jacques Cartier nasceu no último dia do ano de 1491 em Saint-Malo, o porto no extremo norte da costa leste da Bretanha. Cartier, que era um marinheiro respeitável, melhorou seu status social em 1520 ao se casar com Mary Catherine des Granches, membro de uma família conceituada. Seu bom nome em Saint-Malo é reconhecido por constar frequentemente de registros de batismo como padrinho ou testemunha.

### Primeira viagem (1534)
Em 1534, o ano em que o Ducado da Bretanha foi formalmente unido à França no Édito da União, Cartier foi introduzido ao rei Francisco I por Jean le Veneur, bispo de Saint-Malo e abade de Monte Saint-Michel, no Manoir de Brion. O rei já tinha convidado (embora não formalmente comissionado) o explorador florentino Giovanni da Verrazzano para explorar a costa leste da América do Norte em nome da França em 1524. Acredita-se que Cartier tenha acompanhado da Verrazzano nesta expedição, que explorou a costa da Carolina do Sul até Nova Escócia, e ilhas como Terra Nova. Em outra viagem eles foram ao Brasil. Le Veneur citou essas viagens à Terra Nova e ao Brasil como prova da capacidade de Cartier de "levar os navios para a descoberta de novas terras no Novo Mundo".

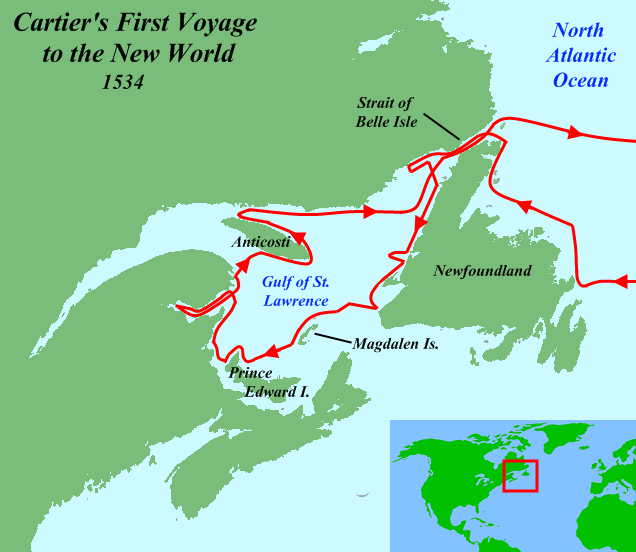
Rota da primeira viagem de Cartier.

No mesmo ano, Cartier pôs-se a navegar sob uma comissão do rei, na esperança de descobrir um caminho pelo ocidente para os ricos mercados da Ásia. Nos termos do comissionamento, sua finalidade era "descobrir algumas ilhas e terras onde se diz que uma grande quantidade de ouro e outras coisas preciosas se encontram". Levou vinte dias para navegar pelo oceano. A partir de 10 de maio do mesmo ano, explorou partes da ilha de Terra Nova, áreas das atuais províncias canadenses do Atlântico e do Golfo de St. Lawrence. Durante uma parada em Îles aux Oiseaux (Ilhas dos Pássaros, atual santuário federal de pássaros Rochers-aux-Oiseaux, a nordeste de Ilha Brion nas Ilhas da Madalena), sua tripulação abateu cerca de 1 000 aves, a maioria delas araus-gigantes (hoje extintas). Os dois primeiros encontros de Cartier com aborígenes no Canadá, no lado norte da Baía de Chaleurs, muito provavelmente os mi'kmaq, foram breves, mas alguma negociação teria ocorrido. Seu terceiro encontro teve lugar nas margens da Baía Gaspé com um grupo de iroquoians de São Lourenço, onde em 24 de julho Cartier fixou uma cruz de 10 metros com as palavras "Viva o rei da França" e tomou posse do território em nome do rei. A mudança de ânimo foi uma clara indicação de que os iroquoians haviam entendido as ações de Cartier. Aqui ele sequestrou os dois filhos de seu comandante. Cartier escreveu que lhe disseram mais tarde que esta região onde foram capturados (Gaspé) foi chamada por eles de Honguedo. O comandante dos nativos finalmente concordou que eles poderiam ser levados, sob a condição de que retornassem com produtos europeus para comercializar. Cartier retornou à França em setembro de 1534, certo de que tinha chegado na costa asiática.

### Segunda viagem (1535–1536)
Jacques Cartier partiu para uma segunda viagem em 19 de maio do ano seguinte, com três navios, 110 homens e os dois nativos. Alcançando o São Lourenço, navegou rio acima, pela primeira vez, e chegou à capital iroquoian de Stadacona, onde o chefe Donnacona governava.
Jacques Cartier deixou seus principais navios em um porto próximo a Stadacona e usou seu pequeno navio para prosseguir rio acima e visitar Hochelaga (hoje Montreal), onde chegou em 2 de outubro de 1535. Hochelaga era muito mais impressionante do que a pequena e miserável aldeia de Stadacona, sendo que mais de 1 000 iroquoians chegaram à beira do rio para cumprimentar os franceses. O lugar de sua chegada foi seguramente identificado como no início do Salto Sainte-Marie - onde hoje encontra-se erguida a Ponte Jacques Cartier. A expedição não pôde ir adiante, pois o rio estava bloqueado por corredeiras. Cartier estava tão certo que o rio era o Passagem do Noroeste e que as corredeiras eram tudo o que estava impedindo-o de navegar para a China, que as corredeiras e a cidade que mais tarde cresceu perto delas vieram a ser chamadas conforme a palavra francesa para a China, La Chine: as Corredeiras Lachine e da cidade de Lachine.
Depois de passar dois dias entre o povo de Hochelaga, Cartier voltou a Stadacona em 11 de outubro. Não se sabe exatamente quando ele decidiu passar o inverno de 1535–1536 em Stadacona, e foi então tarde demais para voltar para a França. Cartier e os seus homens prepararam-se para o inverno, reforçando a sua fortaleza, estocando lenha e salgando carne e peixe.
Durante este inverno, Cartier compilou uma espécie de dicionário geográfico, que incluiu várias páginas sobre os costumes dos nativos, em especial seu hábito de usar apenas polainas e tangas, mesmo no auge do inverno.[carece de fontes?]

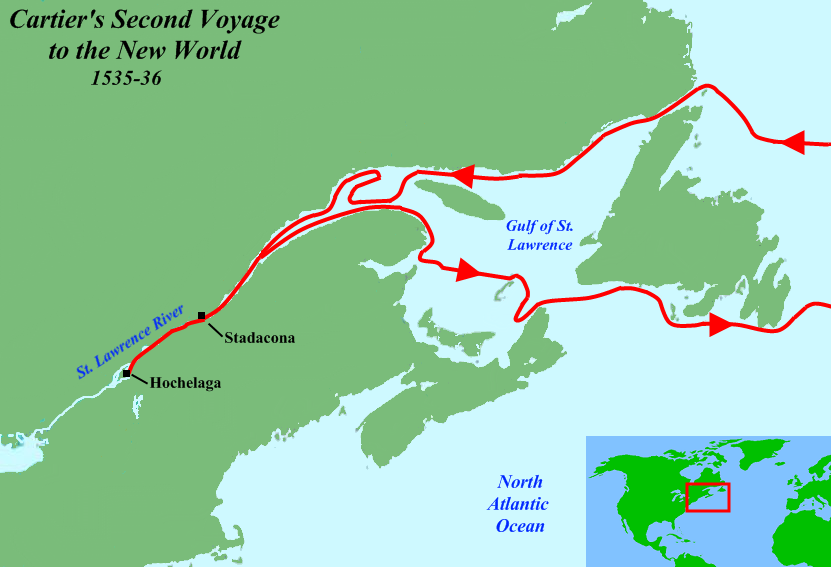
Rota da segunda viagem de Cartier.

entre novembro de 1535 e abril de 1536, a frota francesa estava congelada na foz do Rio Saint-Charles, sob a rocha de Quebec. O gelo sobre o rio tinha uma espessura superior a 1,8 metros, com neve de 1,2 m de profundidade. Além disso, ocorreu um surto de escorbuto — primeiro entre os iroquoians, e depois entre os franceses. Em seu diário, Cartier afirma que em meados de fevereiro "dos 110 que éramos, nem dez estavam bem o suficiente para ajudar os outros, uma coisa lamentável de ver". Cartier estimou que o número de índios mortos foi de 50.

Um dos nativos que sobreviveram foi Dom Agaya, filho do chefe que havia sido levado para a França no ano anterior. Durante uma visita amigável por Domagaya para o forte francês, Cartier inquiriu e aprendeu com ele que uma mistura feita de uma árvore conhecida como annedda (provavelmente thuja occidentalis) poderia curar o escorbuto. Este remédio provavelmente salvou a expedição da destruição, permitindo que 85 franceses sobrevivessem ao inverno.

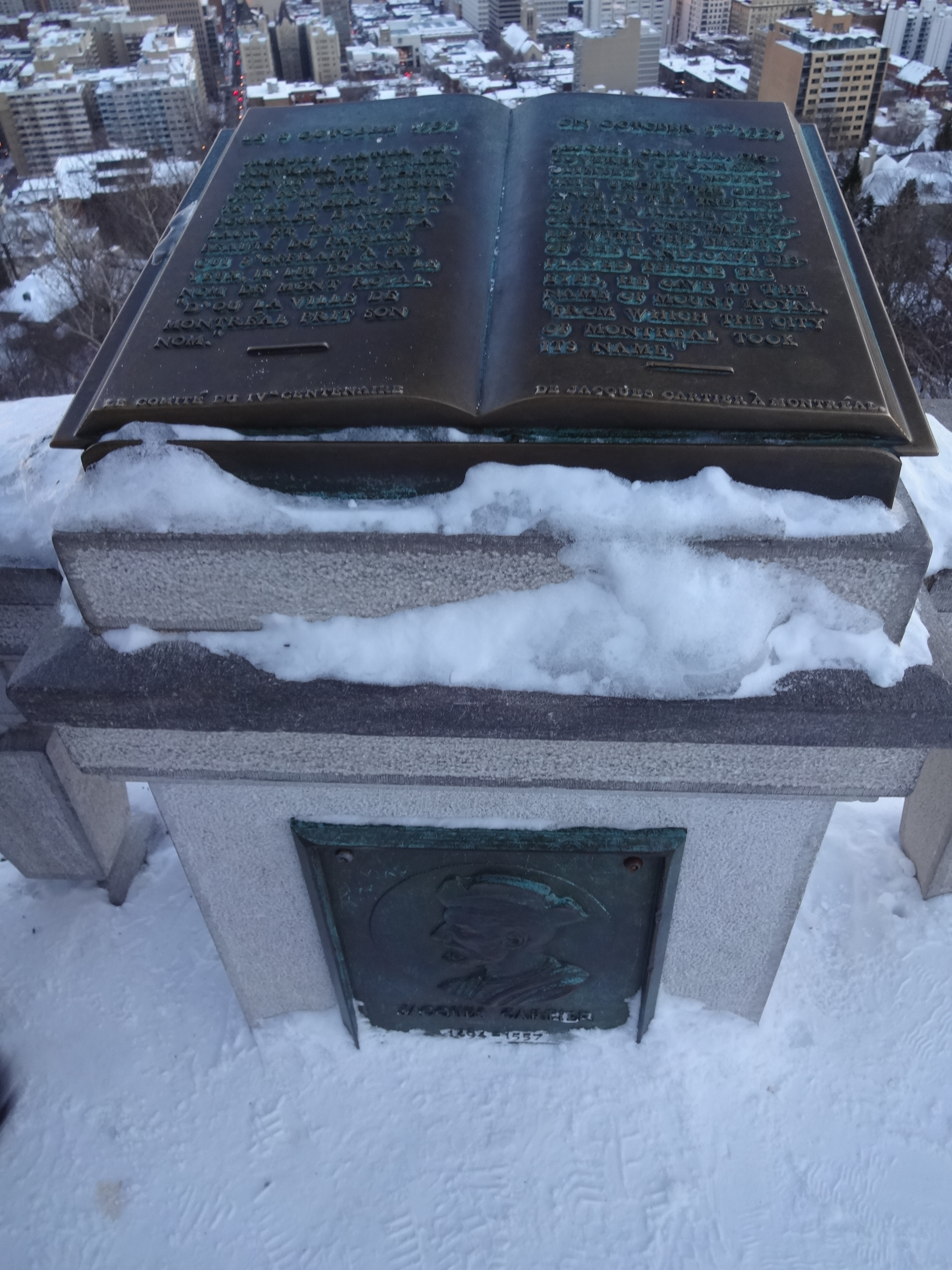
Monumento a Cartier em Montreal.

Pronto para voltar à França no início de maio de 1536, Cartier decidiu levar o chefe Donnacona à França, para que ele pudesse relatar pessoalmente o conto de um país mais ao norte, o chamado "Reino de Saguenay", que conforme se dizia estava cheio de ouro, rubis e outros tesouros. Depois de uma árdua viagem descendo o rio São Lourenço e um período de três semanas atravessando o Atlântico, Cartier e seus homens chegaram em Saint-Malo em 15 de julho de 1536, concluindo a segunda viagem, que durara 14 meses e que era para ser a viagem mais rentável de Cartier.